# Fórum Universal de las Culturas

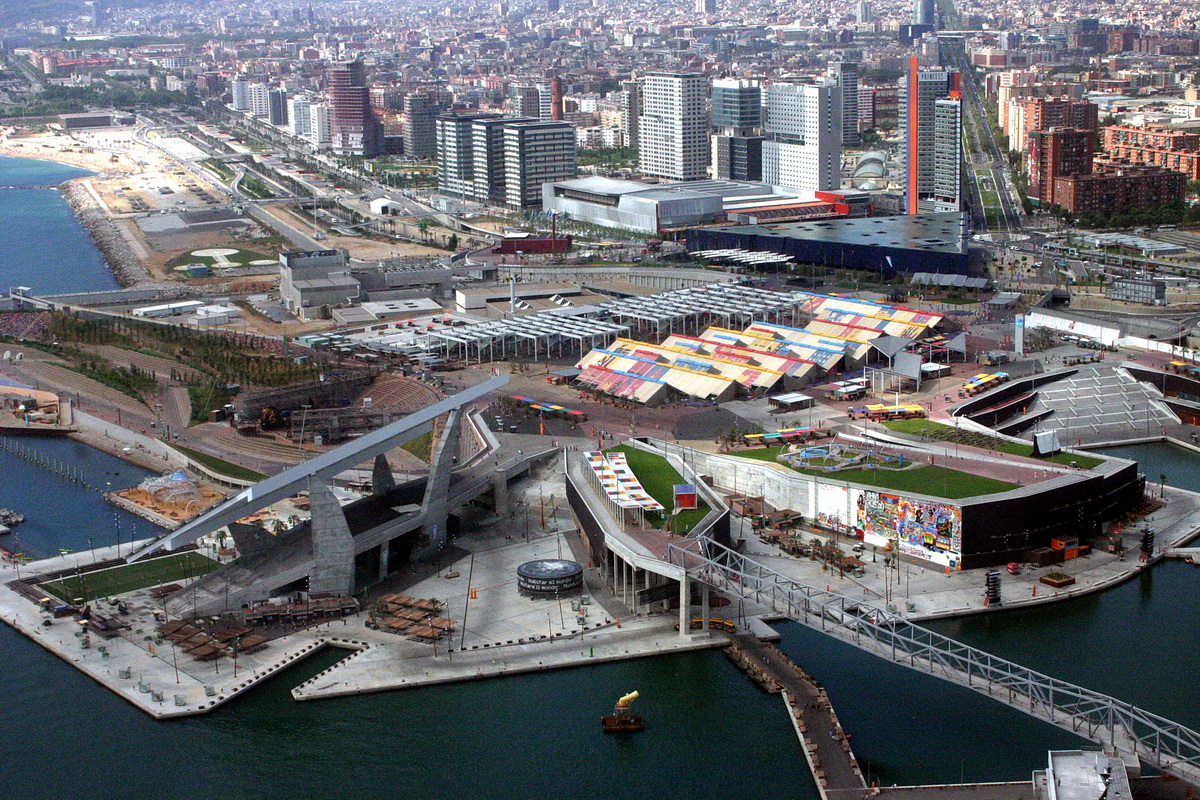
Vista aérea del Fórum Universal de las Culturas 2004.

El Fórum Universal de las Culturas fue un evento que se celebró en cuatro ocasiones, con una duración aproximada de entre cuarenta y cinco días y cinco meses. Sus principales actividades se desarrollaban en un recinto o núcleo central, mediante exposiciones, espectáculos, conferencias y otras actividades. Sus objetivos eran la defensa de la cultura de la paz, el desarrollo sostenible y la diversidad cultural.
Tras no celebrarse la edición prevista para 2016, en 2017 se anunció la disolución de la Fundación Fórum Universal de las Culturas, organismo encargado de impulsar el evento y designar las futuras sedes.

## Historia
El primer Fórum se organizó en Barcelona en 2004 y giró sobre los ejes temáticos del desarrollo sostenible, las condiciones para la paz y la diversidad cultural. Fue inaugurado el 8 de mayo por el rey de España Juan Carlos I, y se prolongó durante 141 días, hasta el 26 de septiembre del mismo año. Las actividades se extendieron por toda la ciudad, destacando especialmente la Carnavalona de Carlinhos Brown y el Festival del Mar.
Las conferencias eran uno de los principales aspectos del Fórum Barcelona 2004. Llamadas "Diálogos", reunieron durante la celebración del acontecimiento a una gran cantidad de personalidades y expertos en temas de actualidad, destacando entre muchos otros Mijaíl Gorbachov,  José Saramago, Felipe González, Rigoberta Menchú, Angelina Jolie, Valéry Giscard d'Estaing, Lionel Jospin, Luiz Inácio Lula da Silva o Romano Prodi.[cita requerida] El principal de estos Diálogos fue el Parlamento Mundial de las Religiones, que logró congregar entre el 7 y el 13 de julio a líderes religiosos de todo el mundo y crear así un espacio de diálogo interreligioso. Un total de 70.000 personas participaron en los Diálogos del Fórum .
El recinto del Fórum se ubicó en un espacio cercano a la desembocadura del río Besós, construido especialmente para la celebración del acontecimiento. Este espacio consta de dos grandes edificaciones: el Edificio Fórum de los arquitectos suizos Jacques Herzog y Pierre de Meuron y el Centro de Convenciones Internacional de Barcelona. Sobre los edificios se extiende una plaza que esconde en su subsuelo una estación depuradora y que se levanta parcialmente sobre terreno ganado al mar, destacando en un extremo una gran instalación de energía solar fotovoltaica. El recinto del Fórum ocupaba también un puerto deportivo que acogía diversas exposiciones, destacando "Los Guerreros de Xi'an" y el espectáculo inaugural ("Mover el mundo"). Finalmente lo constituían dos parques y una zona de baños. Uno de los parques aprovecha el desnivel que hay entre la plaza y el mar para generar un sistema de dunas artificiales donde se integran dos auditorios al aire libre. Tanto los edificios como los diversos espacios destacan por su arquitectura.
El evento comportó un fuerte rechazo entre entidades vecinales como la Federación de Asociaciones de Vecinos de Barcelona y también se publicó un libro crítico que se repartió gratuitamente los primeros días del evento. Las cifras de visitantes no llegaron a las expectativas creadas y el balance económico destapó un conjunto de irregularidades en la empresa encargada de las obras, reportadas en el informe de la Sindicatura de Comptes.

## Forum Monterrey 2007
Fue la segunda edición de Fórum Universal, apoyado por la Unesco y Fundación Fórum, realizado en la ciudad de Monterrey, Nuevo León, México.
Su recinto Fórum fue el Parque Fundidora, antiguo recinto de la empresa Fundidora Monterrey representación de la industria siderúrgica de la ciudad; anexo a ella, en el Centro de Negocios Cintermex, se realizaron durante nueve semanas los Diálogos en pro del bienestar de la Sociedad Mundial para sentar bases firmes en la resolución de problemas internacionales.
El Parque fue dividido en cuatro ejes temáticos: Conocimiento, Diversidad Cultural, Sustentabilidad y Paz. Con recintos como Teatro de Títeres, Latidos del Mundo y Cabaret, fue la sede de eventos de talla internacional, la ciudad también se engalanó con espectáculos tales como Los Tambores de Yamato, la Orquesta del San Carlo de Italia, Gilberto Santa Rosa y Babel.

## Forum Valparaíso 2010
Fue en el año 2007 en Monterrey, México, que la ciudad de Valparaíso fue escogida como sede oficial para la realización del III Forum Universal de las Culturas 2010. 
En Chile este proyecto duró 45 días e instaló en la ciudad y en su borde costero diversas exposiciones, espectáculos musicales, dancísticos y artes visuales de todo el mundo. Una actividad, que según palabras del secretario ejecutivo del Forum, Carlos Briceño, "cambió no sólo la imagen de Valparaíso, sino también reafirmó el compromiso de la ciudad puerto como Patrimonio de la Humanidad con la Unesco, además de coincidir con los festejos del Bicentenario de nuestro país".
En este contexto, para Valparaíso ser sede  del III Forum Universal de las Culturas fue un importante reto, con un gran impacto y alcance internacional, en que por primera vez los ojos del mundo estuvieron colocados en Chile y en la región.
En su tercera edición, Valparaíso centró el evento en las temáticas de "Cultura y Desarrollo", "La Memoria Histórica de Valparaíso" y "La Ciudad y el Mar", con el carácter de solidario, ello luego del terremoto que afectó a la ciudad anfitriona  y a Chile el 27 de febrero de 2010 y que obligó a reducir la fecha estimada en sus comienzos de 78 a 45 días.
Así pues, ciudadanos, artistas, intelectuales, líderes cívicos, económicos y políticos, organizaciones ciudadanas, organizaciones internacionales fueron convocados a esta cumbre internacional  que se celebró entre el 22 de octubre y el 5 de diciembre de 2010. 
Dentro de sus características propias, Forum Valparaíso 2010 fue un evento que puso en valor toda la ciudad, a través de tres espacios: Tornamesa Espacio Forum, Estación Puerto y Plaza Sotomayor,  a los que se unieron decenas de espacios urbanos como plazas y miradores, y locales de entidades y universidades. 
La voluntad de hacer del Fórum Universal de las Culturas Valparaíso 2010 un proceso de todos y para todos los ciudadanos y ciudadanas llevó a la decisión de que las actividades fueran libres.

## Fórum Nápoles 2013
La cuarta edición del Fórum Universal de las Culturas se organizó en Nápoles y en otras localidades de su región, Campania. La designación de la ciudad italiana fue aprobada por unanimidad por el Patronato de la Fundación Fórum Universal de las Culturas, el 19 de diciembre de 2007.
El Fórum fue inaugurado el 18 de noviembre de 2013 y se celebró desde abril de 2014 hasta el 31 de enero de 2015. El tema de la cuarta edición fue "La Memoria del Futuro", centrándose en los siguientes ejes temáticos: Diversidad Cultural, Desarrollo Sostenible, Conocimiento y Condiciones para la Paz.
La organización del Fórum estuvo liderada por el Ayuntamiento de Nápoles que contó con la colaboración de la Región de Campania y el apoyo del Ministerio de Patrimonio y Cultura, el Ministerio de Relaciones Exteriores y la Cámara de Comercio de Nápoles. Asimismo todas las universidades napolitanas participaron activamente en la confección y organización del programa.
Nápoles 2013 utilizó como espacios Fórum el centro histórico de la ciudad (Patrimonio de la Humanidad de la UNESCO) y la Mostra d'Oltremare (Feria de Nápoles) para grandes conciertos y grandes exposiciones y tres ediciones del Campamento de la Paz. Asimismo, también se utilizaron otros sitios Patrimonio de la Humanidad de la Región de Campania: Caserta, Benevento, Pompeya, Herculano, Ascea, Paestum y Ravello.

## Fórum Amán 2016
En 2016 estaba prevista la quinta edición del Fórum Universal de las Culturas en la ciudad de Quebec, conjuntamente con la capital de Jordania Amán. En diciembre de 2010 Quebec renunció al evento, que finalmente no se celebró.